# Dyenmonus bimaculicollis
Dyenmonus bimaculicollis är en skalbaggsart som beskrevs av Stefan von Breuning 1956. Dyenmonus bimaculicollis ingår i släktet Dyenmonus och familjen långhorningar. Inga underarter finns listade i Catalogue of Life.